# Барбара Здунк
Барбара Здунк (пол. Barbara Zdunk; 1769 — 21 серпня 1811) — етнічна полька, вважається останньою людиною, страченою за чаклунство та магію в Європі.
Барбара Здунк проживала у Решелі, що на даний час знаходиться у Польщі, але упродовж 1772 — 1945 років належав Пруссії. Оскільки чаклунство не було кримінальним злочином у Пруссії на той час, то вона була засуджена, принаймні формально, і швидше за все помилково, за підпал.
У 1806 році пожежа знищила всі будинки Решеля. Барбара Здунк, яка працювала покоївкою, була в цьому звинувачена, оскільки її знали за любов до магії. Її було заарештовано в жовтні 1808 року і поміщено до в'язниці в замку Решеля. Слідство тривало три роки. Незважаючи на відсутність доказів підпалу, Здунк була страчена 21 серпня 1811 року на пагорбі за Решелем. Можливо, це була помста полякам з боку Прусської влади, або поступка обуреній громадськості. Можливо, зіграло свою роль те, що вона у її 38-ми річному віці мала коханця-підлітка.
Сьогодні вважається, що фактичними паліями була група польських солдатів.
Як і у випадку Анни Гьольді в 1782 році, яка частково вважається останньою людиною, страченою за чаклунство в Європі, страта Барбари Здунк може бути розцінена як суд над відьмою в юридичному сенсі.
21 серпня 1981 року у Решелельському замку відбулась театралізована вистава спалення Барбари Здунк, приурочена до 200-річчя цієї події.